# 263 Dresda
263 Dresda eller 1950 XV är en asteroid i huvudbältet, som upptäcktes den 3 november 1886 av den österrikiske astronomen Johann Palisa. Asteroidens namn är härlett från staden Dresden.
Den tillhör asteroidgruppen Koronis.